# イザルドマルガタクワガタ
イザルドマルガタクワガタ（Colophon izardi）は、甲虫目・クワガタムシ科・マルガタクワガタ属に属するクワガタムシである。

## 形態
体長は21-25 mm（♂）20-21 mm（♀）、オスの前脛節はSの字形のように強く湾曲することが最大の特徴。
大アゴはやや丸っこい形となり、裏側の板状突起は先端まで続く。産地によって雌雄共に前胸部に一対の黄紋や無紋の個体がある。オスの交尾器は左右非対称。
以上の要素を加えて、プリモスマルガタクワガタの次に本属の中で最も個性的な種である。

## 分布
南アフリカケープ州・ レンジベルグ山脈